# Bermudas en los Juegos Paralímpicos de Atlanta 1996
Bermudas estuvo representada en los Juegos Paralímpicos de Atlanta 1996 por dos deportistas femeninas. El equipo paralímpico bermudeño no obtuvo ninguna medalla en estos Juegos.